# Louis M. Goldsborough

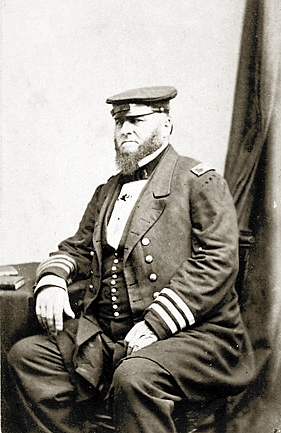
Louis M. Goldsborough

Louis Malesherbes Goldsborough (* 18. Februar 1805 in Washington, D.C.; † 20. Februar 1877 ebenda) war ein Konteradmiral (Rear Admiral) der United States Navy. Er war unter anderem Leiter (Superintendent) der United States Naval Academy (USNA).

## Leben
Louis Goldsborough war ein Sohn eines Angestellten im Marineministerium. Über dessen Beziehungen gelangte er schon früh in den aktiven Dienst in der US-Marine. Im Jahr 1816 wurde er im Alter von elf Jahren bei der Marinewerft in Washington angestellt. Danach war er auf Schiffen der Marine tätig. Im Januar 1825 erhielt er sein Offizierspatent und wurde zum Lieutenant ernannt. Im selben Jahr war er an einer Operation in der Ägäis gegen griechische Piraten beteiligt.
In den folgenden Jahren setze er seine Laufbahn in der Marine fort. Zwischenzeitlich nahm er auch längere Auszeiten vom Militärdienst. Dabei rüstete er unter anderem Freiwillige während der Seminolenkriege aus. Im weiteren Verlauf kehrte er zum aktiven Marinedienst zurück. Während des Mexikanisch-Amerikanischen Kriegs gehörte er unter anderem zur Besatzung des Linienschiffs Ohio, mit dem er an der Beschießung von Veracruz teilnahm.
Nach zwischenzeitlich anderen Verwendungen übernahm Louis Goldsborough am 1. November 1853 als Nachfolger von Cornelius Stribling als Superintendent die Leitung der Marineakademie in Annapolis, Maryland. Dieses Amt bekleidete er bis zum 15. September 1857, als George S. Blake seine Nachfolge antrat. Im weiteren Verlauf kommandierte er zwischen 1859 und 1861 die Brazil Squadron (Brasilien-Geschwader).
Nach dem Beginn des Amerikanischen Bürgerkriegs schloss sich Goldsborough der Union an. Dabei erhielt er das Kommando über den nördlichen Abschnitt der amerikanischen Seeblockade (North Atlantic Blockading Squadron). Er war unter anderem an der Einnahme der Insel Roanoke vor der Küste von North Carolina beteiligt. Dieses Kommando bekleidete er bis zum September 1862. Nachdem er sich geweigert hatte, die Feldzüge von Generalmajor George B. McClellan von See aus zu unterstützen, wurde er von seinem Kommando abberufen und nach Washington D.C. versetzt, wo er bis zum Ende des Krieges als Stabsoffizier tätig war.
Nach dem Krieg erhielt er das Kommando über die European Squadron (Europa-Geschwader). Diese Aufgabe bekleidete er zwischen dem 18. Juli 1865 und dem 14. Juli 1867. Dabei war die Colorado sein Flaggschiff. Anschließend erhielt er das Kommando über die Marinewerft in Washington, in der er im Jahr 1816 seine Marinelaufbahn begonnen hatte. Dieses Amt bekleidete er bis zum Jahr 1873. Anschließend schied er aus dem aktiven Militärdienst aus.
Louis Goldsborough war seit 1831 mit Elizabeth Gamble Wirt (1813–1885) verheiratet. Sie war die Tochter von William Wirt (1772–1834), der unter anderem zwischen 1817 und 1829 Justizminister der Vereinigten Staaten war. Im Jahr 1833 war Goldsborough während einer Auszeit vom Marinedienst Wirts behilflich, deutsche Einwanderer zu dessen damaligen Anwesen bei Monticello in Florida zu geleiten. Louis Goldsborough starb am 20. Februar 1877 und wurde auf dem Kongressfriedhof in Washington beigesetzt. Sein jüngerer Bruder John war ebenfalls ein hochrangiger Offizier der US Navy.